# سوتچولر
سوتچولر (به ترکی استانبولی: Sütçüler) یک منطقهٔ مسکونی در ترکیه است که در استان اسپارتا واقع شده‌است.